# Геврик Тит Богданович
Геврик Тит (нар. 13 липня 1936, Дрогобич) — український архітектор та історик, магістр містобудування з 1966 року. Дійсний член Української вільної академії наук в Нью-Йорку, дійсний член і голова мистецтвознавчої секції Наукового товариства імені Шевченка у США, громадянин США.

## Біографія
Народився 13 липня 1936 року в Дрогобичі (тепер Львівська область, Україна). У 1944 році разом із батьками виїхав до Німеччини. Від 1951 року — у США. 1960 року закінчив Інститут Пратта у Нью-Йорку.
Працював в архітектурних фірмах Нью-Йорка. Від 1967 року — у Пенсільванському університеті (Філадельфія, США): від 1976 року — головний архітектор університетського містечка. В 1991—1995 роках — голова управи Українського музею в Нью-Йорку.
Живе і працює в Києві — як консультант розробок проєкту «Мистецький арсенал».

## Праці
Серед споруд — генеральний план університетського містечка Пенсільванського університету (1975—2001). Вивчає мистецтво минулих епох та сучасності. Зібрав цінні матеріали про архітектуру України під час візиту у 1960-х та 1990-х роках. Серед праць:
- Втрачені архітектурні пам'ятки Києва (Нью-Йорк, 1982; 1987; К., 1990);
- Дерев'яні храми України — шедеври архітектури (Нью-Йорк, 1987);
- Синагоги // Пам'ятки України: історія та культура. — 1989. — № 3;
- Ландшафтна скульптура в університетському містечку // Образотворче мистецтво. — 1991. — № 2;
- Острів Сліз: Національний музей імміграції США // Пам'ятки України: історія та культура. —1994. — № 3—6. — С. 17—21 : фот.
- Муровані синагоги в Україні і дослідження їх // Пам'ятки України: історія та культура. — 1996. — № 2.
- Геврик, Тит. Втрачені архітектурні пам’ятки Києва / Тит Геврик // Пам’ятки України. — 1990. — № 2. — С. 25–40. [Архівовано 8 серпня 2020 у Wayback Machine.]
- Геврик, Тит. Втрачені архітектурні пам’ятки Києва / Тит Геврик // Пам’ятки України. — 1990. — № 1. — С. 25–41. [Архівовано 4 серпня 2020 у Wayback Machine.]
- Геврик, Тит. Втрачені архітектурні пам’ятки Києва / Тит Геврик // Пам’ятки України. — 1990. — № 3. — С. 39–59. [Архівовано 4 серпня 2020 у Wayback Machine.]